# Сарі-Чашма (Кулобський район)
Сарі́-Чашма́ (тадж. Сари чашма) — село у складі Хатлонської області Таджикистану. Входить до складу Кулобського джамоату Кулобського району.
Назва означає початок джерела.
Населення — 2255 осіб (2010; 2211 в 2009).